# Шеррард, Райан
Ра́йан Ше́ррард (нем. Ryan Sherrard; род. 21 сентября 1986, Rothesay, Нью-Брансуик) — канадский, затем немецкий кёрлингист, тренер по кёрлингу.
Начал играть в кёрлинг в 1998 дома в Канаде, когда кёрлинг стал олимпийским видом спорта. Участвовал в трёх чемпионатах Канады среди юниоров. После 2010 переехал в Германию, где с 2016 участвует в выступлениях мужской команды Германии на чемпионатах мира и Европы.
Окончил университет Mount Allison University в 2008. Занимается исследованиями в области клеточной и молекулярной биологии в Мюнхенском университете.

## Достижения
- Чемпионат Канады по кёрлингу среди юниоров: золото (2004).

## Команды
| Сезон    | Четвёртый        | Третий          | Второй             | Первый         | Запасной                                      | Турниры                              |
| -------- | ---------------- | --------------- | ------------------ | -------------- | --------------------------------------------- | ------------------------------------ |
| Канада   |                  |                 |                    |                |                                               |                                      |
| 2002—03  | Райан Шеррард    | Daniel Sherrard | Christopher Bessey | Jared Bezanson | тренер: Robert Sherrard                       | ЧКЮ 2003 (8 место)                   |
| 2003—04  | Райан Шеррард    | Jason Roach     | Darren Roach       | Jared Bezanson | Danial Sherrard (ЧМЮ) тренер: Robert Sherrard | ЧКЮ 2004 · ЧМЮ 2004 (5 место)        |
| 2004—05  | Райан Шеррард    | Jason Roach     | Darren Roach       | Jared Bezanson | тренер: Robert Sherrard                       | ЧКЮ 2005 (9 место)                   |
| 2009—10  | Райан Шеррард    | Jason Roach     | Darren Roach       | Jared Bezanson |                                               |                                      |
| Германия |                  |                 |                    |                |                                               |                                      |
| 2016—17  | Александр Бауман | Мануэль Вальтер | Даниэль Херберг    | Андреас Капп   | Райан Шеррард тренер: Мартин Байзер           | ЧЕ 2016 (5 место)                    |
| 2016—17  | Александр Бауман | Мануэль Вальтер | Даниэль Херберг    | Райан Шеррард  | Себастьян Швейцер тренер: Томас Липс          | ЧМ 2017 (10 место)                   |
| 2017—18  | Александр Бауман | Мануэль Вальтер | Даниэль Херберг    | Райан Шеррард  | Себастьян Швейцер тренер: Мартин Байзер       | ЧЕ 2017 (5 место) ЧМ 2018 (13 место) |
| 2018—19  | Марк Мускатевиц  | Сикстен Тотцек  | Даниэль Нойнер     | Райан Шеррард  | Себастьян Швейцер тренер: Мартин Байзер       | ЧЕ 2018 (4 место)                    |
| 2018—19  | Марк Мускатевиц  | Даниэль Нойнер  | Доминик Грайндль   | Райан Шеррард  | Беньямин Капп тренер: Анди Капп               | ЧМ 2019 (8 место)                    |

(скипы выделены полужирным шрифтом)

## Результаты как тренера национальных сборных
| Год  | Турнир                                       | Сборная            | Место |
| ---- | -------------------------------------------- | ------------------ | ----- |
| 2024 | Чемпионат мира по кёрлингу среди мужчин 2024 | Германия (мужчины) | 5     |
| 2024 | Чемпионат Европы по кёрлингу 2024            | Германия (мужчины) | 1     |
| 2025 | Чемпионат мира по кёрлингу среди мужчин 2025 | Германия (мужчины) | 8     |